# Церква святого Онуфрія (Олешичі)
Церква св. Онуфрія – греко-католицька парафіяльна церква в місті Олешичі.
Мурована, збудована 1809 р. у хрестоподібному плані, з центральним куполом і баштою. Пресвітерій замкнутий з трьох боків, з боків дві ризниці. У 1901 р. відновлено і перебудовано. У 1936 році проведено реставраційні роботи. Церква залишена після 1947 року. У 1950-х роках 20 століття будівля храму використовувалася як склад. На початку 1970-х років муровану дзвіницю 1846 року зруйновано.

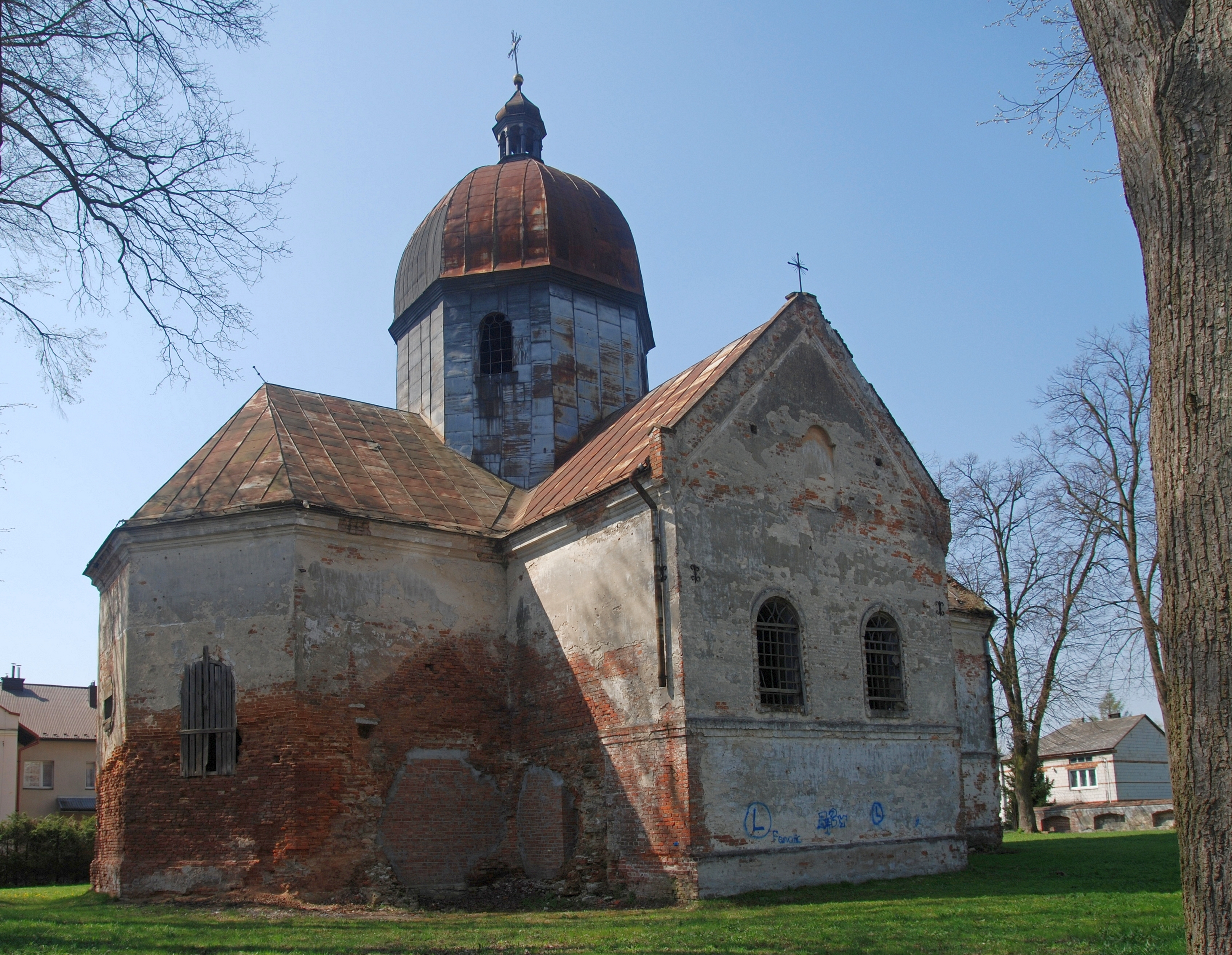
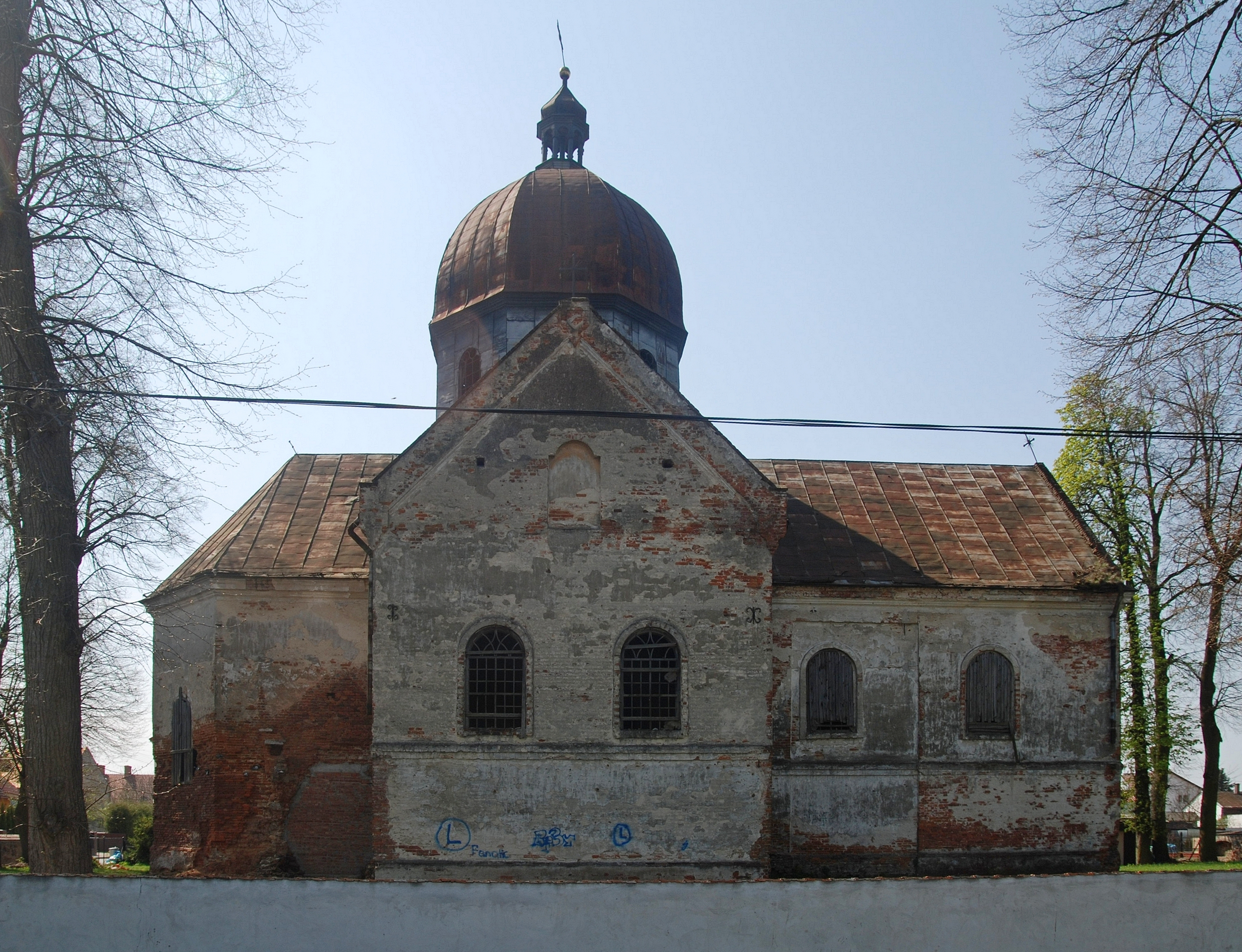
Північна сторона
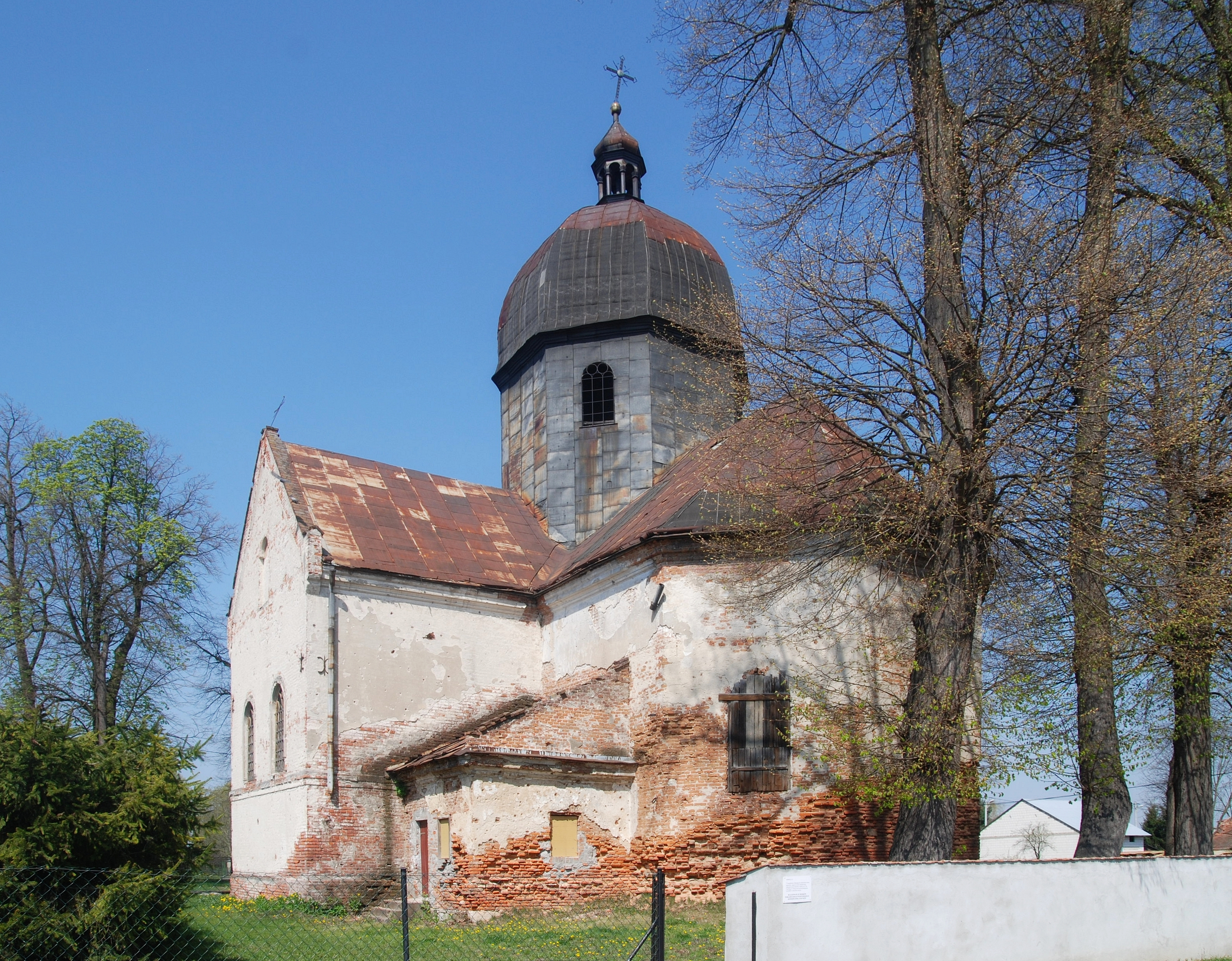
Вид з пресвітерію